# Dmitri Vassiliev (saut à ski)
Pour les articles homonymes, voir Dmitri Vassiliev et Vassiliev.
Dmitri Viktorovitch Vassiliev (en russe : Дмитрий Викторович Васильев) né le 26 décembre 1979 à Oufa, en RSSA bachkire, URSS, est un sauteur à ski russe.

## Carrière
Membre du club Ufa Lokomotiv, il a fait ses débuts internationaux durant la saison 1998-1999, participant à la Coupe du monde et aux Championnats du monde. En 2001, il obtient son premier podium en Coupe du monde, se classant deuxième du concours de Garmisch-Partenkirchen puis subit un contrôle positif au furosémide à Innsbruck dans le cadre de la Tournée des quatre tremplins, ce qui fait de ceci le premier cas de dopage avéré dans le monde du saut à ski. Suspendu deux ans, il manquera les Jeux olympiques d'hiver de 2002 à Salt Lake City. 
En 2006, aux Jeux olympiques de Turin, il domine la première manche du concours individuel en petit tremplin mais rate sa réception au deuxième saut ce qui le fait rétrograder au dixième rang. Lors de la saison 2008-2009, il termine six fois dans les trois premiers et atteint la cinquième place au classement général final. Aux Championnats du monde 2009, il se place dixième de la compétition en petit tremplin et septième au grand tremplin, comme en 2007.
Il manque les Jeux olympiques de 2010 pour cause de blessure au genou.
En fin d'année 2012, à Ruka, Vassiliev monte sur ses derniers podiums dans la Coupe du monde, en individuel (2e) et par équipes.
En 2014, il est sélectionné pour les Jeux olympiques de Sotchi, en Russie, terminant 26e au grand tremplin et neuvième par équipes. Cette année, il se classe aussi huitième aux Championnats du monde de vol à ski 2014.
En 2015, au tremplin de vol à ski de Vikersund, il saute à une distance de 254,5 mètres, soit le record du monde, mais il n'est pas validé car Vassiliev chute à la reception. Aux Championnats du monde 2015, il est notamment 21e sur le grand tremplin.
En 2019, il est présent pour ses dixièmes championnats du monde à Seefeld, où il est 23e sur le petit tremplin notamment. Il n'a manqué que l'édition 2001 depuis 1999.

## Palmarès

### Jeux olympiques
| Épreuve / Édition | Turin 2006 | Sotchi 2014 |
| Petit tremplin    | 10e        | —           |
| Grand tremplin    | 17e        | 26e         |
| Par équipes       | 8e         | 9e          |

### Championnats du monde
| Épreuve / Édition | Épreuve / Édition | Ramsau 1999                      | Val di Fiemme 2003               | Oberstdorf 2005                  | Sapporo 2007                     | Liberec 2009                     | Oslo 2011                        | Val di Fiemme 2013               | Falun 2015                       | Lahti 2017                       | Seefeld 2019                     |
| Petit tremplin    | Petit tremplin    | 60e                              | 49e                              | 23e                              | 10e                              | 10e                              | 39e                              | 28e                              | 40e                              | 30e                              | 23e                              |
| Grand tremplin    | Grand tremplin    | 39e                              | 32e                              | 22e                              | 7e                               | 7e                               | 36e                              | -                                | 21e                              | 24e                              | 46e                              |
| Par équipes       | PT                | -                                | -                                | 5e                               | -                                | -                                | 9e                               | Épreuve inexistante à cette date | Épreuve inexistante à cette date | Épreuve inexistante à cette date | Épreuve inexistante à cette date |
| Par équipes       | GT                | -                                | -                                | 6e                               | 6e                               | 9e                               | 9e                               | 9e                               | 7e                               | 9e                               | 9e                               |
| Par équipes       | Mixtes            | Épreuve inexistante à cette date | Épreuve inexistante à cette date | Épreuve inexistante à cette date | Épreuve inexistante à cette date | Épreuve inexistante à cette date | Épreuve inexistante à cette date | 9e                               | -                                | -                                | 7e                               |

### Championnats du monde de vol à ski
| Épreuve / Édition | Vikersund 2000 | Planica 2004 | Kulm 2006 | Oberstdorf 2008 | Planica 2010 | Vikersund 2012 | Harrachov 2014 | Oberstdorf 2018 |
| Individuel        | 24e            | 32e          | 16e       | -               | -            | 34e            | 8e             | 33e             |
| Par équipes       | -              | 7e           | 7e        | 5e              | -            | 9e             |                | 7e              |

### Coupe du monde
- Meilleur classement général : 5e en 2009.
- 9 podiums individuels : 3 deuxièmes places et 6 troisièmes places.
- 3 podiums par équipes : 1 deuxième place et 2 troisièmes places.

#### Classements en Coupe du monde
| Année     | Classement général final |
| 1999-2000 | 42e                      |
| 2000-2001 | 33e                      |
| 2002-2003 | 53e                      |
| 2003-2004 | 59e                      |
| 2004-2005 | 29e                      |
| 2005-2006 | 22e                      |
| 2006-2007 | 11e                      |
| 2007-2008 | 18e                      |
| 2008-2009 | 5e                       |
| 2009-2010 | 28e                      |
| 2010-2011 | 75e                      |
| 2011-2012 | 39e                      |
| 2012-2013 | 22e                      |
| 2013-2014 | 40e                      |
| 2014-2015 | 34e                      |
| 2016-2017 | 58e                      |
| 2017-2018 | 69e                      |
| 2018-2019 | 49e                      |
| 2019-2020 | 66e                      |

### Coupe continentale
- 4 podiums, dont 2 victoires.

### Championnats de Russie
- Double champion en individuel en 2012[4].
- Champion sur grand tremplin en 2015.